# Luis Enríquez y Téllez-Girón

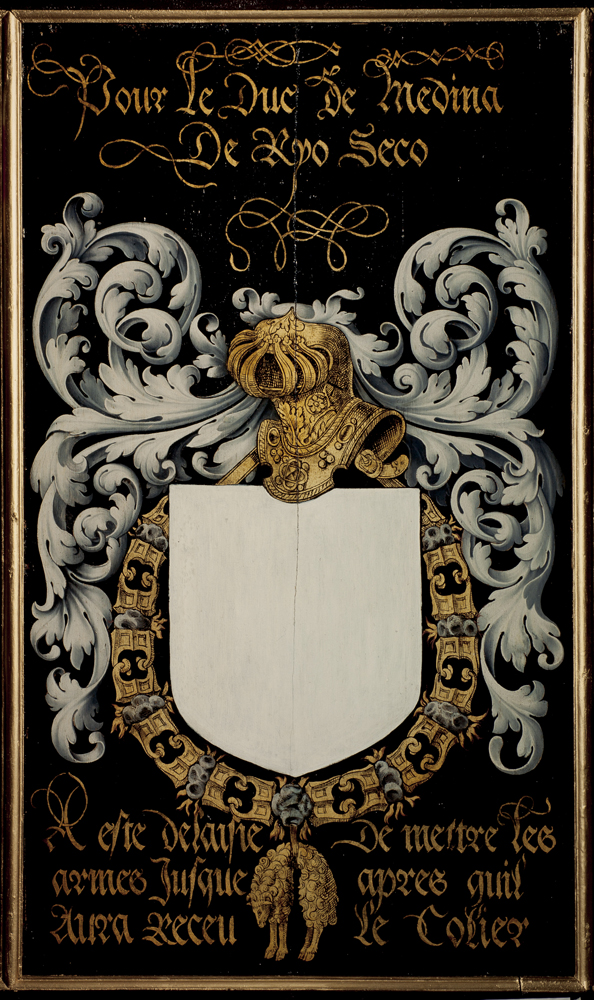
Escudo del duque de Medina de Rioseco en la sillería de la catedral de Gante

Luis Enríquez (m. Valladolid, 1572) fue VI almirante de Castilla, II duque de Medina de Rioseco y IV conde de Melgar. Perteneció al importante linaje de los Enríquez.

## Biografía
Era hijo de Fernando Enríquez de Velasco, I duque de Medina de Rioseco y III conde de Melgar, y de María Girón y de la Vega «La Mayor», hija del II conde de Ureña, Juan Téllez-Girón.
Sirvió fielmente a los reyes, hasta el punto que tuvo grandes disputas con la villa por el aumento de impuestos sobre la población.
Murió en 1572 en Valladolid. Continuó la casa su hijo Luis Enríquez de Cabrera, cinco años antes de este morir. Fue enterrado en el desaparecido monasterio de Nuestra Señora de Esperanza de Valdescopezo, en (Medina de Rioseco, Valladolid).

## Matrimonio y descendencia
Casó, en 1518, con Ana de Cabrera y Moncada, I condesa de Módica, VII condesa de Ossona y XVI vizcondesa de Cabrera y XXXI vizcondesa de Bas. De este matrimonio nacieron:
- Luis Enríquez de Cabrera, III duque de Medina de Rioseco;[3]
- Juan Enríquez de Cabrera;[3]
- Luisa Enríquez de Cabrera, casada con Íñigo López de Mendoza, V duque del Infantado y IV marqués de Cenete;[3]
- María Enríquez de Cabrera;
- Ana Enríquez de Cabrera, esposa de Pedro de Zúñiga y Enríquez, II marqués de Aguilafuente;[3]
- Francisca Enríquez de Cabrera, casada con Francisco de Rojas Enríquez, III marqués de Poza;[3]
- Juana Enríquez de Cabrera, segunda esposa de Juan Ximénez de Urrea, III conde de Aranda, grande de Aragón.[3]